# Bryconamericus ytu
Bryconamericus ytu är en fiskart som beskrevs av Almirón, Azpelicueta och Casciotta 2004. Bryconamericus ytu ingår i släktet Bryconamericus och familjen Characidae. Inga underarter finns listade.